# George Constantine
 George Constantine  va ser un pilot de curses automobilístiques estatunidenc que va arribar a disputar curses de Fórmula 1.
Constantine va néixer el 22 de febrer del 1918 a Southbridge, Massachusetts, Estats Units i va morir el 7 de gener del 1968 a Southbridge, Massachusetts, Estats Units.

## A la F1
Va debutar a l'última cursa de la temporada 1959 (la desena temporada de la història) del campionat del món de la Fórmula 1, disputant el 12 de desembre del 1959 el GP dels Estats Units al Circuit de Sebring.
George Constantine va participar en una única prova puntuable pel campionat de la F1, no aconseguint finalitzar la cursa i no assolí cap punt pel campionat del món de pilots.

## Resultats a la Fórmula 1
| Any  | Equip       | Xassís | Motor           | 1   | 2   | 3   | 4   | 5   | 6   | 7   | 8   | 9       | Posició | Punts |
| ---- | ----------- | ------ | --------------- | --- | --- | --- | --- | --- | --- | --- | --- | ------- | ------- | ----- |
| 1959 | Mike Taylor | Cooper | Coventry Climax | MON | 500 | HOL | FRA | GBR | ALE | POR | ITA | USA Ret | -       | 0     |

### Resum
| Curses: | Victòries: | Pòdiums: | Poles: | Voltes ràpides: | Punts: |
| ------- | ---------- | -------- | ------ | --------------- | ------ |
| 1       | 0          | 0        | 0      | 0               | 0      |